# 十三太保药方
十三太保药方，是中医著名妇科良方，出自《傅青主女科·补集》。由十三味中药组成。以前中国民间妇女在妊娠期，常会到中药店购买“十三太保”方药来煎服，以期保母子健康平安。 
十三太保由酒当归、黑芥穗、川芎、艾叶、炒枳壳、炙黄芪、酒莬丝、姜厚朴、羌活、去心川贝、酒白芍、生甘草及老生姜组成。其方歌為：钱半芎归钱半芍，钱半菟丝六枳壳，八分黄荆芥穗，七分祈艾姜厚朴，川贝一钱姜和药，羌活甘草五分作。

## 方義
十三太保的功效為安胎、催产。主治胎动不安、腰酸腹痛，以及难产，可用于纠正胎位；也用于妊娠呕吐、痰水、心中郁闷、头重目眩、恶闻食气或胎动不安、腰腹卒痛、下血不止。适合怀孕七个月以后，胎位不正、胎动不安的孕妇吃的。
身体虚弱者可酌加党参。有痰热者可去生姜。此方虽然不是“大补”的药方，却可治多种妇科疾病。比喻：姜可治腹寒痛、呕吐、泄泻；枳壳可治消化不良；厚朴可消除腹满胀痛、宿食不消；川贝可治咳嗽；川芎有活血行气、祛风止痛的功能；当归有补血、活血、止痛、润肠通便的功效；荆芥、羌活可治感冒发热、头痛、身体酸痛；艾叶有散寒止痛、温经止血、安胎之功能等。
十三太保應以水煎服用。原书有记载，怀孕七个月服一剂、八个月服两剂、九个月服三剂、十个月也服三剂，要临产时再服一剂。 

## 考证
此方出自《傅青主女科·产后编》“保产无忧方”中去红花所得。按原文方后注释：“温服。右方保胎，临产热服，催生神效。治横生逆产，至数日不下，一服即下；有未足月，忽然胎动，一服即安；或临产先服一服，保护无忧，更能治胎死腹中，及小产伤胎无乳者，一服即如原体。”所以此方无胎动不安，胎气有损者，不能服用此方。在正常情况下，也不需要服用此方，若需要服用此方，需在中医师诊断后，才可服用，孕妇自己却不要乱服。